# Юрюзан (река)
Юрюзан (на руски: Юрюзань; на башкирски: Йүрүҙән) е река в Република Башкортостан и Челябинска област на Русия, ляв приток на Уфа (десен приток на Белая, от басейна на Кама). Дължина 407 km. Площ на водосборния басейн 7240 km².

## Извор, течение, устие
Река Юрюзан води началото си от източното подножие на хребета Машак, в Южен Урал, на 1012 m н.в., в източната част на Република Башкортостан. В най-горното си течение тече в североизточна посока в дълбока долина между хребетите Машак на северозапад и Кумардак на югоизток. След около 40 km навлиза на територията на Челябинска област като запазва североизточното си направление и дълбоката си долина между хребетите Зигалга на северозапад и Бакти на югоизток. Заобикаля от север хребета Зигалга и се насочва в западна посока. След устието на най-големия си приток Катав излиза от планините, завива на север и навлиза в равнината, където долината ѝ съществено се разширява, а скоростта на течението ѝ пада. На протежение около 45 km служи за граница между Република Башкортостан и Челябинска област, след което заобикаля от изток хребета Каратау, завива на северозапад и изцяло навлиза на територията на Башкортостан. Пресича в северозападно направление Уфимското плато в дълбока долина със стотици планински меандри. Влива се отляво в река Уфа (в Юрюзанския залив на Павловското водохранилище) при нейния 252 km, на 140 m н.в., при село Караяр, в северната част на Република Башкортостан.

## Водосборен басейн, притоци
Водосборният басейн на Юрюзан обхваща площ от 7240 km², което представлява 13,63% от водосборния басейн на река Уфа. На североизток водосборният басейн на Юрюзан граничи с водосборния басейн на река Ай (ляв приток на Уфа), на югозапад – с водосборния басейн на река Сим (ляв приток на Белая) и водосборните басейни на други по-малко реки леви притоци на Уфа, а на югоизток – с водосборния басейн на река Урал. Основен приток река Катав (111 km, ляв).

## Хидроложки показатели
Юрюзан има смесено подхранване с преобладаване на снежното с ясно изразено пролетно пълноводие, когато преминава 60% от годишния ѝ отток. Често явление през лятото и есента са внезапните прииждания в резултата на поройни дъждове във водосборния ѝ басейн. Среден годишен отток 55 m³/s. Заледява се в периода от 2-рата половина на октомври до началото на декември, а се размразява през април.

## Стопанско значение, селища
Целогодишно е плавателна на 16 km от устието си, а по време на пълноводие до село Малояз за плиткогазещи съдове. В средното течение (основно в Челябинска област) водите ѝ се използват за промишлено водоснабдяване. Средното и долното течение на Юрюзан е гъсто заселено, като тук са разположени множество населени места: промишлените градове Трьохгорни, Юрюзан и Уст Катав в Челябинска област и районният център село Малояз в Република Башкортостан.